# برويز مشكاتيان
بَرويز مِشكاتيان (1955-2009) كان ملحنا وموسيقارا وعازفا سنطورا إيرانيا وأيضاً أُسْتَاذا في جامعة طهران وباحثا.
بدأ عام 1977 بالدخول إلى مجال الراديو تحت إشراف أمیر هوشنك اِبتِهاج. في عام 1979 وبعد سقوط حكم الملكی استقال من العمل في الراديو ليؤسس بمساعدة مجموعة من أصدقائه الفنانين مؤسسة عرفت باسم (عارف وشيدا). بعدها توجه للتعاون مع العديد من المنشدين الإيرانيين وأشهرهم شهرام ناظري، وأَصدَرَ آلبومات عديدة مثل: «ظلم» (بیداد) و«حضرة المعشوق»(آستان جانان) و«سر العشق» (سِرّ عشق). واشتهر في بعضها الآخر كمنشد وعازف على آلة البزق كما في أُنشودة «في سر العشق» (در سر عشق).

## وفاته
كان وفاته في یوم 20 أيلول من عام 2009 في داره بطهران بسبب قصور القلب. في 4 تشرين الأول بمسقط رأسه في نيسابور أقيمت عليه الجنازة والصلاة في مسجد نيسابور الكبير بعدد ما يقرب من 15 ألف شخص. ثم دفن بالقرب من قبر العطار.